# بلال خان (قاضي)
بلال خان (بالإنجليزية: Muhammad Bilal Khan)‏ هو قاضي باكستاني، ولد في 12 مايو 1949.